# Língua mato
Mato é língua austronésia menor falada no norte da Papua-Nova Guiné  just inside Morobe Province. Mato é também referida pelos nomes Nenaya, Nengaya, Nineia. A língua Mato ltem duas pequenas variações ou dialetos, Tabares e Remuk, as duas variações são faladas em três aldeias. Mesmo sendo o Mato cercado por várias outras línguas, isso não tem efeito sobre as mudanças gramaticais dentro dos limites do Mato. A situação lingüística é muito estável, em parte devido ao isolamento geográfico do povo que a fala.

## Fonologia
Tabares e Remuk mostram uma similaridade cognata de 96% e entre cognatos há uma variação fonética regular que ocorre na fricativa velar, caso contrário as palavras cognatas são geralmente pronunciadas da mesma forma. A gramática entre os dialetos não varia; Quando difere, os moradores da área Mato dizem que as palavras podem ser pronunciadas de qualquer maneira e que depende da preferência do falante. A única diferença menor que separa as variações é o fonema /x/.
(1)   /xɑlux/ → [xɑ.»luʔ]     ‘porta’ (Tabares falante)
/xɑlux/ → [ʔɑ.»luʔ]          ‘porta’ (Ramuk falante)
(2)    /buxu/ → [»bu.ɣu]       ‘porco’ (Tabares falante)
/buxu/ → [»bu.ʔu]            ‘porco’ (Ramuk falante)
(3)   /bɑxi/ → [»bɑ.ɣ˞i]   ‘remédio’ (Tabares falante)
/bɑxi/ → [»bɑ.ʔi]         ‘remédio’ (Ramuk falante)
Falantes do dialeto Ramuk pronunciam /x/ como [ʔ] em todos os ambientes. No dialeto de Tabares, a fricativa velar /x/ é liberada como [x] inicialmente e [ɣ] (sonora) intervocálica, exceto quando seguida pela vogal frontal fechada /i/, onde também é retroflexa [ɣ˞].
A vogal intermediária frontal /e/ é geralmente pronunciada [ɛ] em sílabas fortes do fim de de palavras, mas pronunciada [e] em outro local
A vogal intermediária posterior /o/ é pronunciada [ɔ] em sílabas fechadas em apenas algumas palavras, mas pronunciada [o] em outro local.
O ditongo /ɑi/ é geralmente pronunciado [e] na fala rápida, e o ditongo /ɑu/ é geralmente pronunciado [o] na fala rápida. 

### Consoantes
|             | Bilabial | Alveolar | Velar | Glotal |
| ----------- | -------- | -------- | ----- | ------ |
| Plosiva     | p b      | d t      | k g   |        |
| Nasal       | m        | n        | ŋ     |        |
| Fricativa   |          | s        | x     | h      |
| Vibrante    |          | r        |       |        |
| Aproximante | w        |          | j     |        |
| Lateral     |          | l        |       |        |

## Inventário fonético e escrita
< a b d e g h i k l m n ng o p r s t u w x y >
< A B D E G H I K L M N Ng O P R S T U W X Y >

## Gramática
A ordem de palavras na frase é SVO.

## Amostra de texto
Metil tam gala ha Samasingia. Baing ngala ba ngatui barotia mari, muga bing ngala ngasok xai namuya sai’naga, ngata kenakaiyua mua saing ngaxap waxanga ba ngataxiti waxudi bu ngatui, ngaiti waxanga baing ngabagu moxa tela yanoa duxu ba, ‘Muxum’.
Português
Metil e eu fomos até Samasingia. Então eu fui e primeiro eu cortei (madeira para) tocos, então eu fui para o tronco da árvore. E foi feito, eu golpeei com o machado nele por algum tempo e eu tinha a minha faca e cortei vinhas para que eu pudesse cortar (a árvore novamente). Levantei a faca e vi uma serpente que eles chamam de "Muxum".